# Gibson-hangszerek listája
A listában a Gibson Guitar Corporation által gyártott hangszerek találhatók meg.

## Akusztikus gitárok

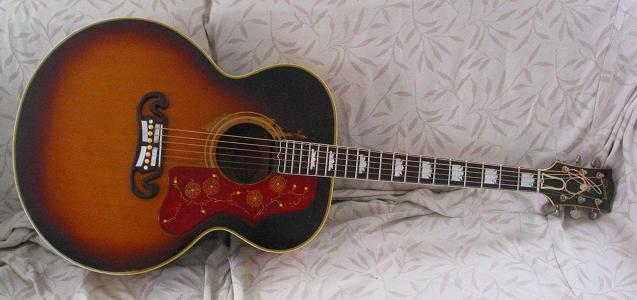

- Gibson L-4 sorozat
- Gibson L-3 sorozat
- Gibson L-5 sorozat
- Advanced Jumbo
- B sorozat
- Blues King
- B12-45 12 húros
- C-165
  - Maple
  - Rosewood
- Chet Atkins SST
- Hummingbird
  - Custom
- Dove
  - Artist Model
  - In Flight Custom
- J Series
  - J-160E
  - J-160 E VS Std
  - J-180
  - J-185
  - J-185EC
    - Rosewood
    - Cutaway

  - J-45
    - Deluxe
    - Rosewood
    - Custom Vine

  - J-50
  - J-100
  - J-150 Maple
  - J 200
  - J200 EC
  - J-200 Custom Vine
  - J-250 Monarch
  - J-2000
- L-00
- L-130
- L-140
- L-150 Custom
- LC-1 Cascade
- LC-2 Sonoma
- Nick Lucas Series
  - Elite
  - Reissue
- Sheryl Crow Signature Model
- SJ-299 Western Classic
- SJ-300 Rosewood
- Songmaker sorozat
- Songwriter sorozat
  - Deluxe
  - Deluxe Cutaway
  - Deluxe 12 String
  - Traveling Songwriter
- Southern Jumbo
  - The Kristofferson Southern Jumbo
- Super 200 Cutaway Custom

## Erősítők
- GA20RVT
- GA5 Les Paul Junior
- Power Stealth
- Gibson Skylark erősítő

## Bendzsók
- Earl Scruggs sorozat
  - Golden Deluxe
  - Standard 5-húros
  - The Super Earl
- Granada sorozat
  - Flying Eagle
  - Hearts and Flowers
- J.D. Crowe Black Jack
- RB sorozat
  - RB
  - RB-250
  - RB-3 Wreath

## Basszus gitárok
- 20/20
- EB-0
- EB-1
- EB-2
- EB-3
- EB-6
- G3
- Flying V Bass
- Grabber
- Les Paul

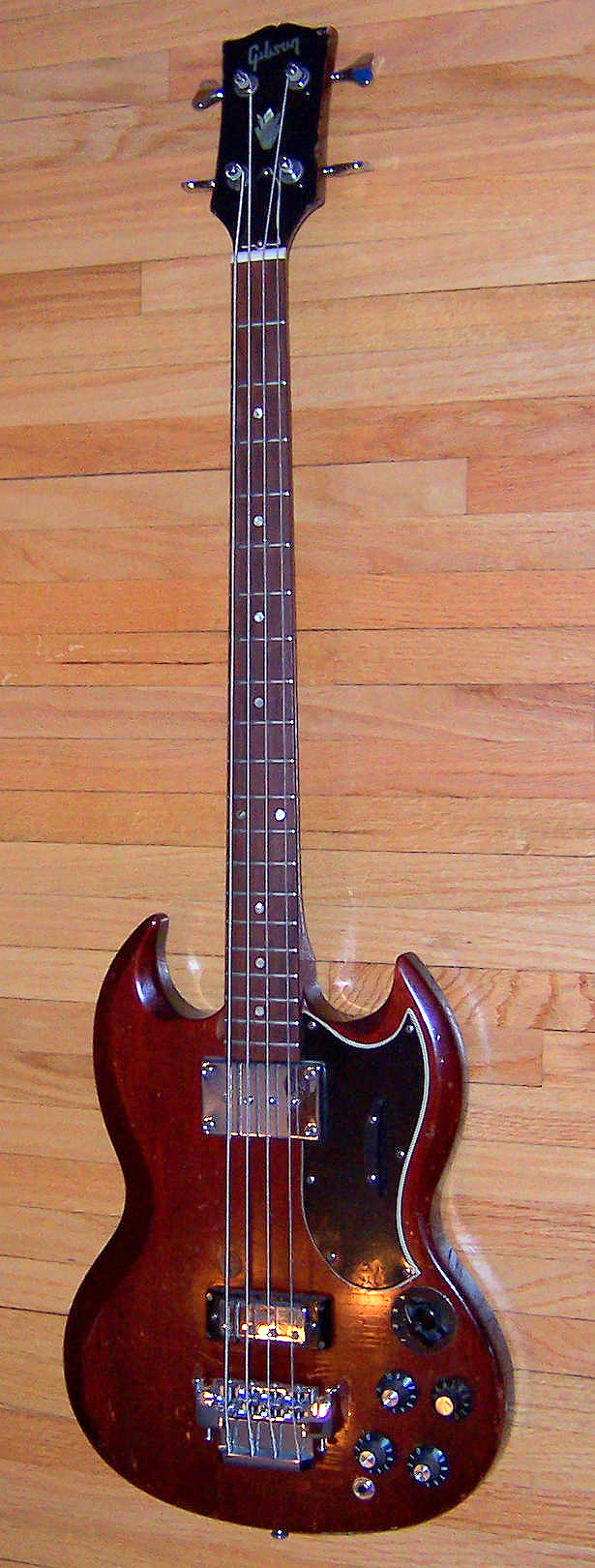

- Gibson Leland Sklar Signature Model
- RD
- Ripper
- Thunderbird
  - Blackbird
  - Thunderbird Studio 4-húros
  - Thunderbird Studio 5-húros
- Victory
  - Victory Standard
  - Victory Artist

## Dobros
- Hound Dog
- Phil Ledbetter series
  - Signature
  - Gibson Phil Ledbetter

## Elektromos gitárok

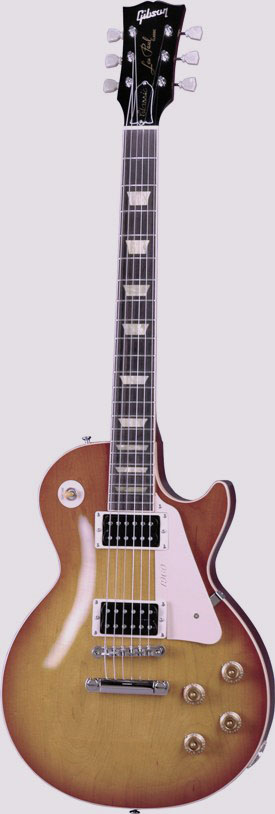
Gibson Les Paul

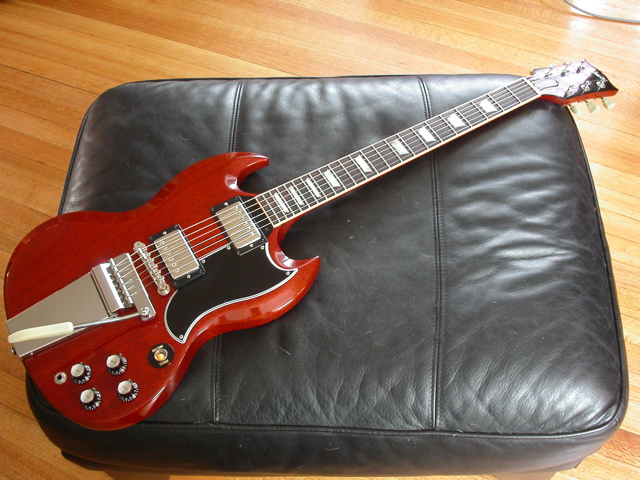
Gibson SG

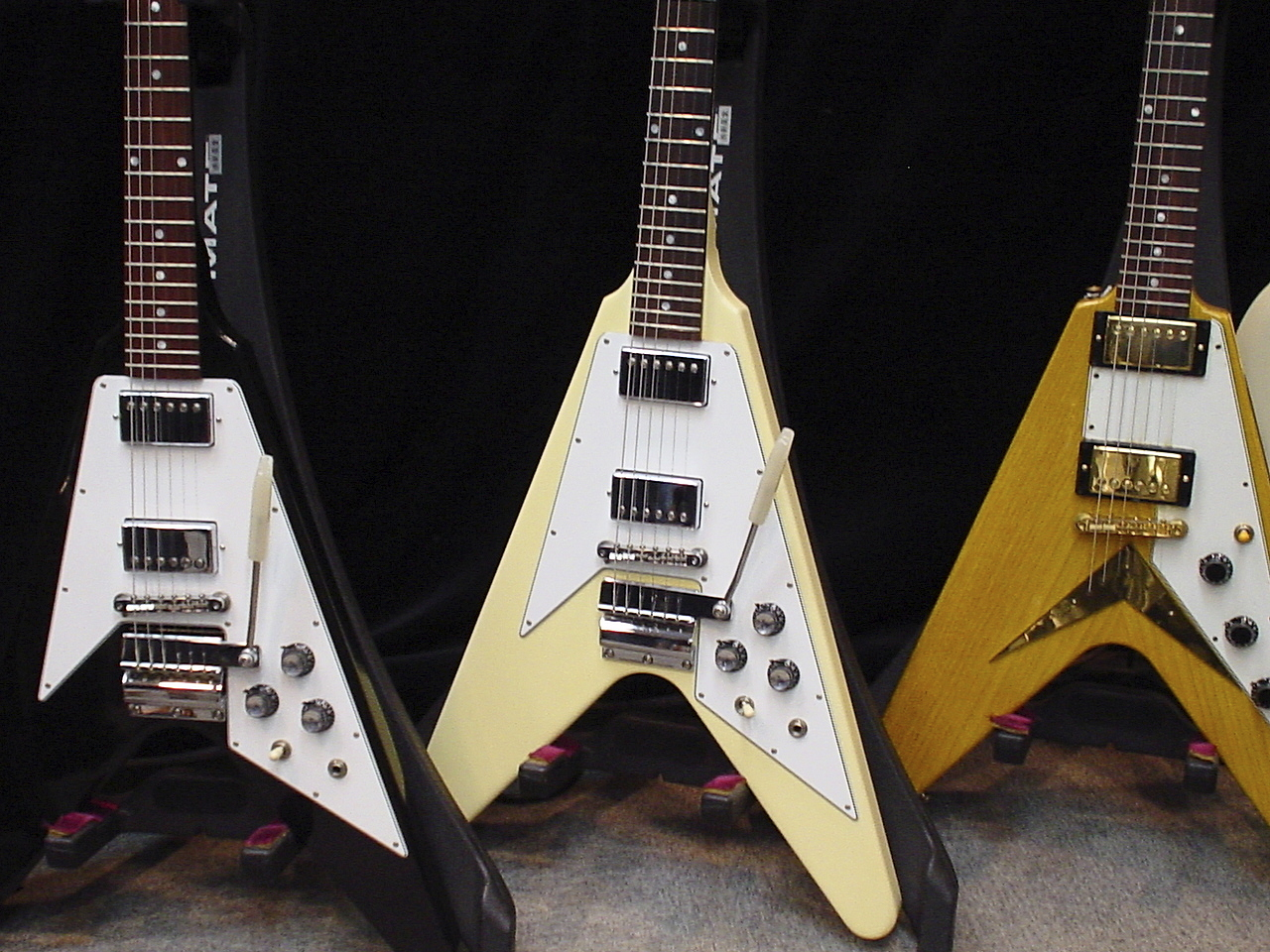
Gibson Flying V

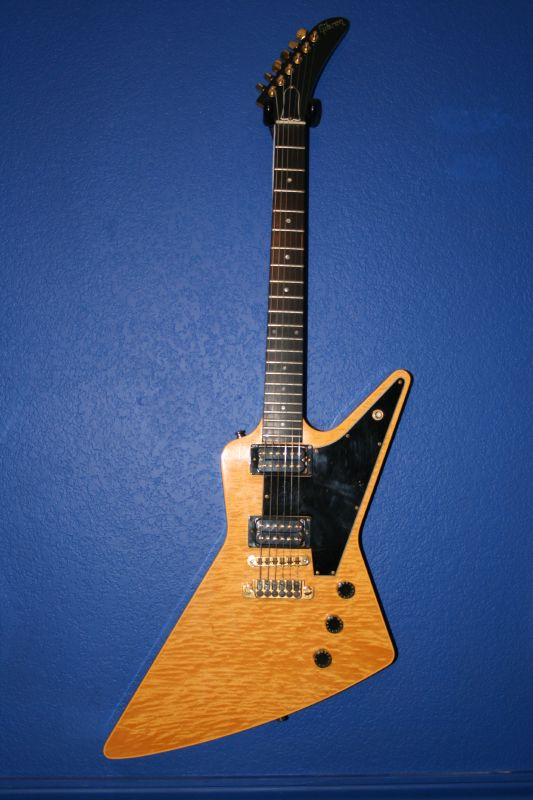
Gibson Explorer

### Hollowbody és semihollowbody gitárok
- B. B. King Lucille
- Byrdland
- Citation
- ES Series
  - ES-5 (Switchmaster)
  - ES-120
  - ES-125
  - ES-135
  - ES-137
  - ES-150
  - ES-165
  - ES-175
  - ES-225
  - ES-295
  - ES-325
  - ES-330
  - ES-333
  - ES-335
  - ES-340
  - ES-345
  - ES-347
  - ES-350
  - ES-350T
  - ES-355
  - ES-339
- L-4
- L-5
- Howard Roberts Fusion
- Super 400

### Szoló gitárok
- Gibson 335-S
- Gibson Alpha Q-2000/Q-3000
- Gibson Les Paul BFG
- Blueshawk
- Corvus
- Digital
- Dark Fire
- EDS-1275
- Explorer
- Firebird
- Flying V
  - V-Factor X
  - V-Factor Faded
  - Gothic Flying V
  - Flying V Limited Edition
  - Reverse Flying V
- Futura
- GK-55
- Invader
- L-5S
- L-6S
- Les Paul
  - 23
  - 432
  - Gibson Les Paul Baritone
  - Classic
  - Custom
    - Anniversary 25/50

  - Junior
  - Recording
  - Studio
    - Gothic
    - Swamp Ash
    - Voodoo

  - "The Paul"
  - "The Paul" Deluxe
  - "The Paul" Deluxe Firebrand
  - "The Paul II"
  - "The Paul SL"
- Little Lucille
- Marauder
- Melody Maker
- Moderne
- Nighthawk
- RD
- Robot Guitar
  - Les Paul Studio
  - SG
  - Flying V
  - Explorer
- S-1
- SG
  - Special
  - Supreme
  - Junior
- Sonex
- Spirit
- MIII
- Vegas
- Gibson Victory
  - Victory MV 2
  - Victory MV X

### Gibson Artist Signature Models
- - Gibson Tom Delonge ES-335
  - Gibson DG-335
  - Gibson Custom Shop Slash Model

## Mandolinok
- A-Series
  - A-5
  - A-9
- Doyle Lawson
- F-Series
  - F-5G
  - F-5 Distressed Master Model
  - F-5 The Fern
  - F-9
  - F Goldrush
- Sam Bush Signature Model

## Külső hivatkozások
- Hivatalos weboldal, Gibson Guitar Company